# Anthurium arisaemoides
Anthurium arisaemoides är en kallaväxtart som beskrevs av Michael T. Madison. Anthurium arisaemoides ingår i släktet Anthurium och familjen kallaväxter. Inga underarter finns listade.